# ابس کران‌زستیم
اَبُس کِران‌زِستیم یک تولیدکننده آلمانی بالابر و جرثقیل است که مقر آن در گومرزباخ آلمان می‌باشد.